# 14097 Капдепера
14097 Капдепера (14097 Capdepera) — астероїд головного поясу, відкритий 11 серпня 1997 року.
Тіссеранів параметр щодо Юпітера — 3,334.